# Contrarevolució de Córdoba

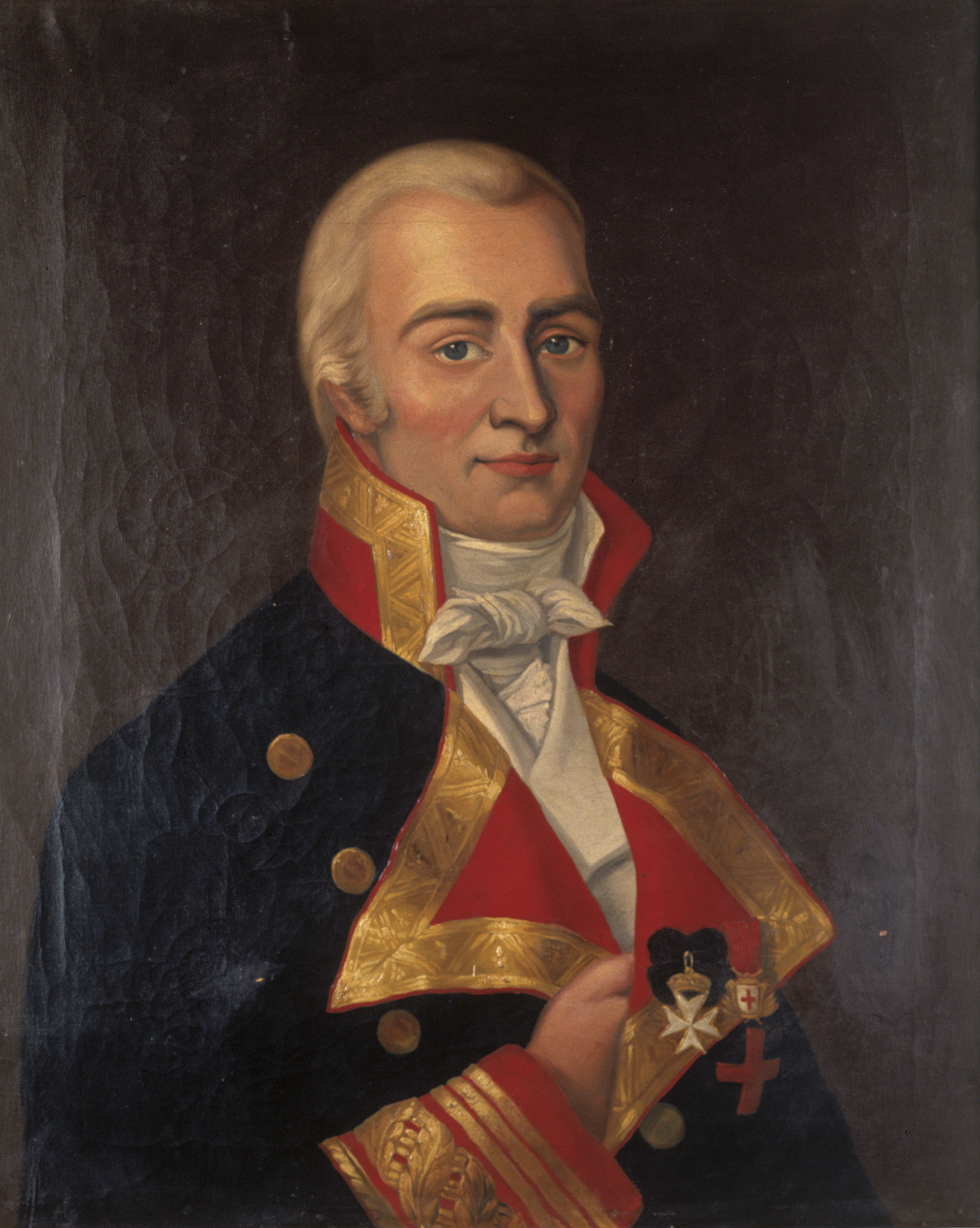
Santiago de Liniers.

La Contrarevolució de Córdoba va tenir el seu inici quan les autoritats de la Intendència de Córdoba del Tucumán i l'ex virrei del Riu de la Plata, Santiago de Liniers, van prendre coneixement que hi havia hagut la Revolució de Maig a Buenos Aires, de manera que es van dedicar a organitzar a Córdoba un exèrcit per a rebutjar la expedició militar enviada per la Primera Junta a fi de fer reconèixer la seva autoritat en les províncies de l'interior de l'ex Virregnat del Riu de la Plata. La fallida de la contrarevolució encapçalada per Liniers va acabar amb el seu afusellament i el complet control del nord-oest de l'actual Argentina per la Junta de Buenos Aires.

## La contrarevolució de Córdoba
El mateix dia 25 de maig del 1810, data d'instal·lació de la Primera Junta, l'enderrocat virrei Baltasar Hidalgo de Cisneros va despatxar al jove entrerriuenc de disset anys José Melchor Lavín rumb a Córdoba, per advertir a Liniers i reclamar accions militars contra la Junta. Cisneros donava a Liniers tots els poders necessaris perquè portés endavant la missió que li encomanava, donant-li el càrrec de general en cap de l'Exèrcit Reialista al Riu de la Plata i a més el comandament polític, havent d'actuar en coordinació amb el virrei del Perú. En arribar ràpidament a Córdoba, a la mitjanit del 28 de maig, Lavín es va dirigir a la casa del seu conegut, el degà de la catedral de la ciutat, Gregorio Funes, qui aquella mateixa nit el va conduir a la casa del bisbe Rodrigo d'Orellana; Els tres es van dirigir a la residència del governador Juan Gutiérrez de la Concha, on es trobava Liniers. Aquest es trobava en aquells temps residint en una estada jesuïta a Alta Gracia, i la notícia de la revolució el va sorprendre quan estava a punt de tornar a Espanya i estava de pas a la ciutat de Córdoba. En aquella matinada del 29 de maig es va produir allí una reunió amb l'assistència de Gutiérrez de la Concha, Liniers, Funes, Orellana, els dos alcaldes del Cabildo de Córdoba, l'oïdor jubilat de la Reial Audiència del Cusco, Miguel Sánchez Moscoso, l'assessor jubilat del Govern de Montevideo i oïdor de l'Audiència de Buenos Aires Doctor Zamalloa, el coronel de milícies Santiago Allende, l'assessor de govern Rodríguez i el tresorer Joaquín Moreno. La reunió es va reprendre després al matí. 

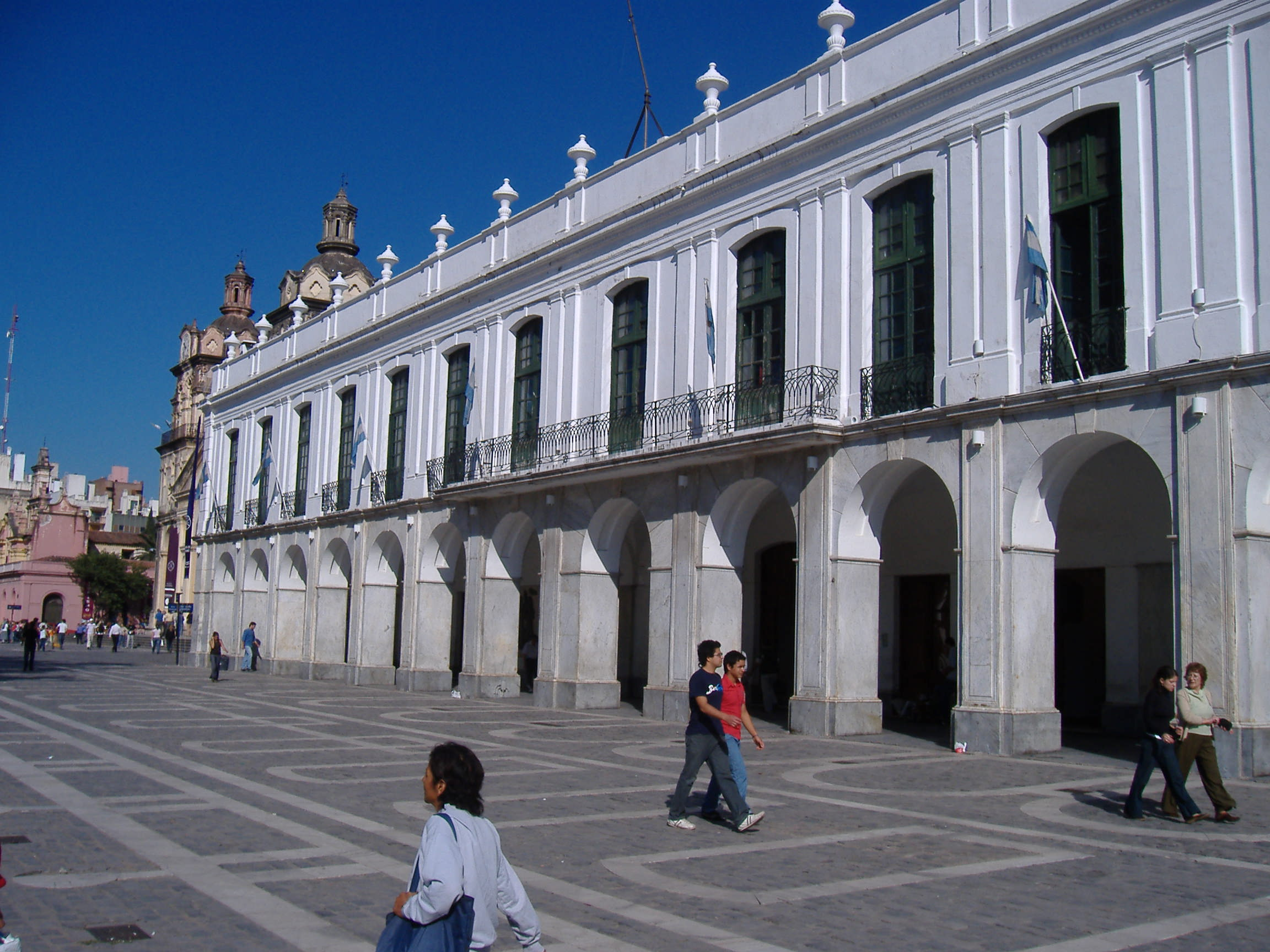
Cabildo de Córdoba en l'actualitat.

Dos dies abans, el 27 de maig, la Junta havia enviat una circular a les províncies demanant l'enviament de diputats a Buenos Aires i manifestant que enviaria una ...
| « | (...) expedició de 500 homes per l'interior amb la finalitat de proporcionar auxilis militars per fer mantenir l'ordre, si es tem que sense ell no es farien lliure i honradament les eleccions de vocals diputats (...) | » |

La circular de la Junta conduïda per Mariano Irigoyen (cunyat del governador) va arribar a Córdoba el 7 de juny exigint al governador i al cabildo seu reconeixement, juntament amb ella van arribar també cartes d'amics de Liniers que l'exhortaven a que se sumés a la revolució o es mantingués neutral, però aquest va respondre:
| « | Com respondre'ls, sent jo un general, un oficial que durant trenta-sis anys he acreditat la meva fidelitat i amor al Sobirà, en l'últim terç de la meva vida m'he de cobrir d'ignomínia quedant-me indiferent en una causa que és la del meu Rei? I per aquesta infidelitat he de deixar als meus fills un nom, fins al present irreprotxable, amb la nota de traïdor? | » |

El governador va convocar a una nova reunió per tractar sobre els plecs rebuts. L'opinió del degà Funes a favor de reconèixer a la Junta va provocar una reacció de ira per part de Liniers, que va motivar la retirada de Funes de la reunió i que no fos convidat a altres reunions posteriors.
En aquesta reunió el governador va aconsellar desconèixer a la Junta i jurar al Consell de Regència d'Espanya i Índies, ja que (...) comptava amb el suport del veïnat i de l'ajuntament. Va informar a Liniers dels fets ocorreguts a Buenos Aires, a la qual cosa aquest va comentar:
| « | (...) caldrà considerar com rebels als causants de tanta inquietud. Com a militar estic capacitat per a complir amb el meu deure. I m'ofereixo des de ja a organitzar les forces necessàries. | » |

i va afegir:
| « | Tot aquell que s'adhereixi al partit de la Junta revolucionària de Buenos Aires, i aprovi la deposició del Virrei, s'ha de tenir per un traïdor; Doncs que la conducta dels de Buenos Aires amb la mare pàtria en la crítica situació en què avui es troba, és igual a la d'un fill que, veient al seu pare malalt, però d'un mal que probablement s'ha de curar, l'assassina al llit per heretar. | » |

Per majoria dels presents es va decidir:
| « | ...que es rebutgés el nou sistema governatiu de la capital i per descomptat es fèssin el mateix a les ciutats del seu districte, a les Províncies interiors del Virregnat, a Santa Fe i a Montevideo a fi de que es prenguessin mesures conduents a la seva resistència sense perdonar els hostils. | » |

Així doncs, Córdoba van desconèixer l'autoritat de la Primera Junta el 20 de juny, quan el Cabildo amb la presència del governador va jurar al Consell de Regència, encara que no ho van fer constar en actes. Aquell mateix dia el degà Funes va enviar una comunicació a la Junta informant dels detalls de les reunions celebrades pels contrarevolucionaris, indicant l'opinió de cada un dels concurrents i el vot del Cabildo. En la seva tasca de mantenir en coneixement a la Junta dels fets a Córdoba, Funes comptava amb la col·laboració del seu germà Ambrosio i de Tomás d'Allende, nebot del coronel Santiago d'Allende, i també amb la complicitat del clergat. Diverses partides organitzades per aquest grup tallaven el pas a la travessia de Ambargasta a Santiago de l'Estero.
El mateix dia 20 a Buenos Aires, Castelli i French van prendre presoners a Cisneros i als oients de la Reial Audiència, tots conspirant amb els contrarevolucionaris de Córdoba. Van embarcar l'endemà passat en secret amb ordre de no tocar cap port fins a les Illes Canàries. l'Audiència havia jurat al Consell de regència i enviat una comunicació a Liniers sol·licitant que es posés al capdavant de la resistència, el mateix que havia fet Cisneros demanant-li que comuniqués a les altres autoritats que havia estat obligat per la força a reconèixer a la Junta.
El 27 de juny Moreno va publicar a La Gazeta un ultimàtum als contrarevolucionaris:
| « | La Junta compta amb recursos efectius per fer complir amb el seu deure als díscols que pretenen la divisió d'aquests pobles, que és avui dia tan perillosa: Els perseguirà i farà càstig exemplar que escarmentin i aterrirà als malvats. | » |

## Relacions amb el Perú i altres focus realistes

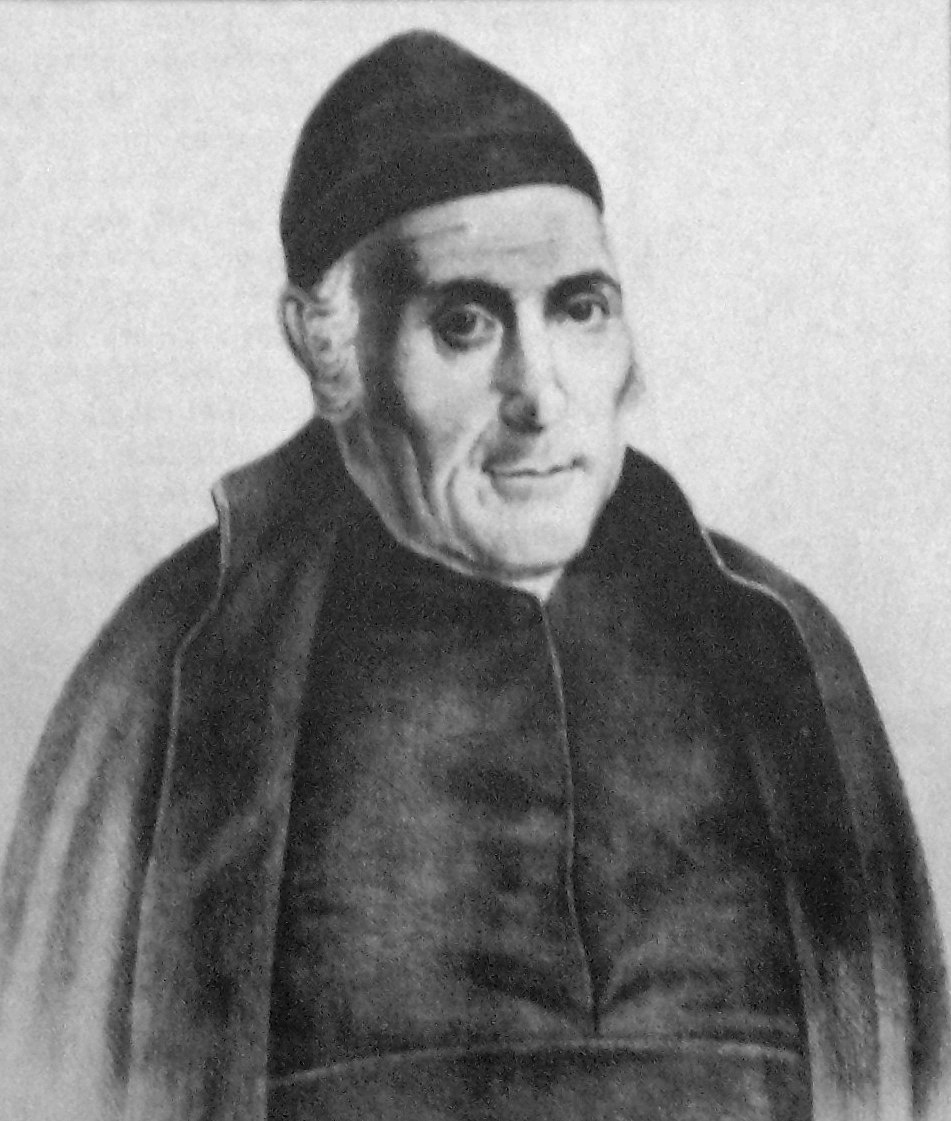
Gregorio Funes

El 4 de juny Gutiérrez de la Concha va enviar una comunicació al governador intendent de Potosí, Francisco de Paula Sanz, avisant-lo del que havia passat a Buenos Aires i sol·licitant-li que donés avís a les altres autoritats. La notícia de la revolució va arribar a Lima el 9 de juliol. Poc després Liniers va enviar cartes a Paula Sanz i al virrei del Perú José Fernando de Abascal i Sousa sol·licitant-li auxili. El 17 de juny va tornar a dirigir-se a Abascal, assegurant-li que les tropes de Buenos Aires serien fàcilment vençudes. El seu fill, l'alferes de navili Luis Liniers, va ser enviat a Montevideo per comunicar el pla d'acció i demanar socors davant l'imminent desastre, però alertats pel degà Funes, va ser capturat a San Nicolás de los Arroyos per una partida de blandengues quan es dirigia amb una balandra des de Santa Fe. Arribat el pla a Montevideo de totes maneres, va ser rebutjat l'enviament d'armes sol·licitat per Liniers, en vistes que no arribarien a temps i eren necessàries per a la seva defensa. Liniers va intentar també posar-se en contacte amb el governador del Paraguai Bernardo de Velasco.
El 13 de juliol del 1810 el virrei Abascal va proclamar la reincorporació provisional de les intendències de Charcas, Potosí, La Paz i Córdoba del Tucumán al Virregnat del Perú:
| «                                                                    | (...) una formal agregació a aquest Govern, de la mateixa manera que ho estava abans de l'elecció d'aquell Viregnat: Així ho han sol·licitat pels més expressius oficis, el senyor president de Charcas, la seva Reial Audiència, l'arquebisbe, Il·lustríssim. Ajuntament, la Imperial vila de Potosí, la ciutat de la Paz i Córdoba del Tucuman, i sent obligació estreta dels principals caps, recórrer al ràpid remei dels mals que amenacen als fidels vassalls de sa majestat per tots els mitjans que dicti la justícia: He vingut a accedir a aquesta sol·licitud declarant quedar per ara (i fins que es restableixi en el seu legítim comandament l'Excm. Senyor Virei de Buenos-Aires, i altres autoritats legalment constituïdes) agregades a aquest Virregnat les expressades Províncies dependents de la Governació del Riu de la Plata, en tots els rams d'Hisenda, Guerra, Política i Justícia (...) Lima 13 de Juliol del 1810. a JPH Abascal. | » |
| — Decret d'agregació provisional de l'Alt Perú al virregnat del Perú | |   |

Això ho feia a petició dels seus governadors intendents, incloent-hi Gutiérrez de la Concha. Aclarint el virrei en el decret d'annexió que ho feia: fins que es restableixi en el seu legítim comandament l'Excm. Senyor Virei de Buenos-Aires, i altres autoritats legalment constituïdes, ja que només l'autoritat reial podia desmembrar el territori definitivament del virregnat de Buenos Aires. Al final de juliol, es va saber aquesta decisió del virrei del Perú a Córdoba, prenent coneixement també que aquest havia desconegut a la Junta de Buenos Aires. El Cabildo de Córdoba va reconèixer al virrei Abascal i es va posar sota la jurisdicció de la Reial Audiència de Charcas.
Abascal va nomenar al president provisional de l'Audiència del Cusco, José Manuel de Goyeneche, General en Cap de l'Exèrcit Expedicionari de l'Alt Perú, coordinant accions militars amb els opositors a la Junta de Buenos Aires. A l'Alt Perú el general reialista José de Córdoba i Rojas va començar a reunir tropes per traslladar-se a Santiago de Cotagaita.
El dia 11 d'agost del 1810 Vicente Nieto va contestar una carta que li havia remès Gutiérrez de la Concha el 21 de juliol, descrivint al governador cordobès seu pla d'operacions:
| «                                                 | Les que vostè té al seu comandament per descomptat que encara que estiguessin ben armades, que no ho estan, no són suficients per a fer front als insurgents. Així em sembla que si no aconsegueix la reunió de la marina, és de primera necessitat que es vagi replegant amb ella a Jujuy, on per descomptat trobarà el Regiment de Tarija, on previnc al coronel Màrquez de la Vall de Toxo amb aquesta FHA. Marxi a cobrir aquest punt i abstinguis vostè en la seva retirada d'emprendre cap acció fins que tingui tropes suficients i arribi a aquella Ciutat. El meu Major General, el Cap de fragata don José de Córdoba a qui li he conferit el comandament general de totes les tropes destinades, per a puntualitzar els meus plans. | » |
| — Carta de Vicente Nieto a Gutiérrez de la Concha | |   |

## Milícies cordobeses
Liniers i Gutiérrez de la Concha van allistar milícies urbanes i diversos centenars de milicians reclutats a la campanya pel coronel de milícies Santiago Allende, armats amb llaços amb boles i llances que havien rebut ordres de dirigir-se a la ciutat de Córdoba amb quants armaments trobessin. Els preparatius van arribar a ser molt avançats, arribant a reunir mil cinc cents homes i catorze canons. Malgrat l'opinió de Liniers, qui preferia retirar les tropes cap al nord per reunir-les amb les de l'Alt Perú, va prevaler al principi l'opinió del governador Gutiérrez de la Concha de resistir a Córdoba. Liniers argumentava que la proximitat de Córdoba amb Buenos Aires no li permetria reunir un exèrcit adequat, doncs no n'hi havia a Córdoba, mentre que Buenos Aires disposava de forces ja instruïdes que podien arribar en poc temps. Aconsellava la retirada cap a Salta, cap a on pensava dirigir les tropes existents a l'Alt Perú i prou allunyats de Buenos Aires com per poder armar un exèrcit eficaç i amb connexions amb el Paraguai mitjançant el Chaco. El governador va fer prevaler la seva opinió, ja que menyspreava la capacitat de les forces de Buenos Aires per operar a l'interior amb un exèrcit que s'anunciava de cinc-cents homes davant caps experimentats i prestigiosos com ho eren ells. Liniers finalment es va deixar convèncer i es va dedicar a organitzar la resistència a la mateixa Córdoba.
D’acord amb el Reglament de milícies del 1801, existia a Córdoba el Regiment de Voluntaris de Cavalleria de Córdoba, amb quatre esquadrons de tres companyies cadascun i un total de mil dues-centes places. A la Carlota es trobava la Companyia de Partidaris de la Frontera de Córdoba, amb cent places, unitat de característiques similars al Cos de Blandengues.
El 8 de juliol Liniers va escriure a la Paula Sanz que comptava amb sis-cents homes armats, la meitat amb fusells i la resta amb llances, a més d'artilleria.

## Expedició auxiliar
El que seria després l'Exèrcit del Nord va tenir el seu origen en les tropes reunides pel vocal morenista Juan José Castelli per ordre donada per la Primera Junta el 14 de juny del 1810. L'ordre de la Junta responia al compliment de l'acta de formació de la mateixa del 25 de maig, que l'obligava a enviar una expedició a les províncies. Un cop instruït l'exèrcit, les tropes van sortir del Retiro el 7 de juliol per ser a la Muntanya de Castro el dia 9 (a tres llegües de Buenos Aires). Aquell mateix dia mil cent cinquanta homes van començar la marxa en ruta cap a Córdoba al comandament del Coronel Francisco Ortiz d'Ocampo, secundat pel tinent coronel Antonio González Balcarce.

## Captura dels contrarevolucionaris
El 8 de juny la Junta va ordenar a les autoritats de Salta, Tucumán, Jujuy i Santa Fe que capturessin els contrarevolucionaris de Córdoba si passaven per les seves jurisdiccions:
| « | (...) mana la Junta que poseu en moviment tot el seu zel i tots els arbitris que estiguin en les vostres facultats per a aturar el pas a Santiago Liniers, al governador Concha, Bisbe de Córdoba, tinent governador Rodríguez, Oficial Reial Moreno i al Coronel Allende. Qualsevol d'aquestes persones que passi per aquesta ciutat ha de ser detinguda; I lliurada a aquesta capital amb segura custòdia, restant vós responsable dels gravíssims mals i perjudicis que causarien aquests individus si aconseguissin d'entrar en les Províncies de dalt, si per manca de vigilància o oposició ho aconseguissin, i perquè així no succeeixi no ometre mitjà, acció o via sigui quina sigui la condició que condueixi a la detenció de les dites persones a totes passades s'ha de realitzar. El Coronel Don Diego Pueyrredon és l'encarregat particularment per la Junta per aquest tema; I a ell facilitareu tots els auxilis que demani per al vostre exercici. Déu vos guard el 8 de juliol del 1810. al Sr. Governador Intendent de Salta - IImo. Cabildo, Justícia, i Regiment de Salta, ídem de Tucuman - ídem de Jujuy - Sr. Comandant d'Armes de la ciutat de Santa Fe. | » |

El coronel Diego Pueyrredón va ser comissionat per a la seva captura, traslladant-se posteriorment a Jujuy, d'on va avançar al tinent Martín Miguel de Güemes a la Congost de Humahuaca amb una partida d'observació:
| « | La Junta el comissiona us comissiona per a empresonar-los, i lliurar-los amb segura custòdia a la Capital, i espera que el vostre pur patriotisme es desplegarà de mil maneres per a assegurar la reeixida d'una comissió que és de la major importància a la causa pública. S'acompanyen les ordres a aquest Cabildo i al Governador de Salta perquè vós en faceu l'ús convenient, i la Junta espera que la pàtria no es penedirà d'haver encomanat aquesta diligència a un fill que sempre s'ha distingit en el seu servei. Déu vos guard, Buenos Aires 8 de juliol del 1810. Sr. Don Diego Pueyrredon. | » |

El 13 de juliol la Junta va reiterar a la Junta en Comissió de l'expedició la remissió dels contrarevolucionaris si fossin capturats:
| « | Ja ha comunicat a vostra excel·lència la Junta, que irremissiblement han de venir presos a aquesta ciutat amb segura custòdia, el Bisbe, Concha, Liniers, el Tinent Rodríguez, el Coronel Allende, l'oficial Reial Moreno, el batlle Pedra i el Síndic procurador. Qualsevol d'aquestes persones que arribeu a capturar, fet per al qual no s'ha d'ometre cap mitjà, serà lliurat a l'instant sense la menor tardança (...) Se sap que el Bisbe pensa sortir a trobar la nostra expedició; Si fa tal fa cosa, no li admetrem cap proposta, sinó que el capturarem allí mateix, serà lliurat sota segura custòdia a aquesta capital, sense permetre que en cap cas torni a entrar en aquella ciutat. | » |

Quan el 21 de juliol l'expedició va arribar a la jurisdicció de Córdoba a la Guardia de la Esquina, les milícies cordoveses van desertar en massa. El 27 de juliol la Junta va enviar una circular a diversos cabildos anticipant la fugida:
| « | Essent de recelar que els autors de l'escandalosa convulsió suscitada a Córdoba prenguin el partit de la fugida després que la nostra expedició s'acostarà a aquella ciutat i essent en gran manera interessant per a la tranquil·litat pública i bé de l'estat l'aprehensió d'aquests delinqüents que tant han destorbat la nostra quietud. La Junta ha resolt de prevenir vostra excel·lència perquè prengui les més eficaces disposicions perquè si passessin per aquesta jurisdicció siguin arrestats Don Santiago Liniers, Don Juan Gutiérrez de la Concha, Bisbe de Córdoba, Oficial Reial Moreno, Tinent Assessor Don Victorino Rodríguez, Coronel Rodríguez, Coronel Allende i tots els qui vagin en fugida de Córdoba, els quals lliurareu immediatament a aquesta amb la més segura custòdia, obrant amb la cautela i vigilància que són necessàries perquè no resti il·lusòria aquesta providència; La realització de la qual us confia la junta amb el zel i patriotisme de vostè i així com es reportaria un servei important a l'estat, també sereu responsable de la menor omissió que deixi sense efecte aquesta resolució. Déu vos guard, 27 de juliol del 1810. als il·lustríssims Cabildos de la ciutat de San Luís - Santa Fe - San Juan - Mendoza - Rioja - Jujuy. | » |

Els líders contrarevolucionaris van decidir el 27 de juliol adoptar el pla originari de Liniers i partir cap al nord amb quatre-cents homes seguidors que els restava de les desercions i nou peces d'artilleria juntament amb setanta mil pesos de l'erari públic, sortint de Córdoba el 31 de juliol en direcció a l'Alt Perú, la qual cosa va ser comunicat per Ortiz d'Ocampo a la Junta el 1er d'agost:
| « | Excel·lentíssim Senyor, tot just ara hem sabut per Don Faustino Allende que ahir al migdia van sortir de Córdoba en camí cap al Perú el Governador Concha, el Sr. Liniers, el Bisbe, el coronel Santiago Allende, don Victorino Rodríguez i l'oficial Real, Moreno portant amb si nou peces d'artilleria volant del calibre 4, 6 i 8, amb alguns carruatges, i tres-cents o quatre-cents homes amb fusell i piques (armes) (...) | » |

Aquella mateixa nit (del 31) va desertar una companyia de cinquanta homes, accentuant-se la deserció en els dies següents fins al punt de restar tan sols una companyia de Partidaris de la Frontera. Entre el Totoral i Vila Tulumba es va dispersar també aquesta darrera companyia de veterans a la vista dels caps. Durant la nit es van dispersar els cavalls. En aquest darrer punt es va incendiar el carro de pólvora i municions i com que el mestre de la posta va refusar de fornir cavalls, van ser llençats els canons i cremades les carretes.

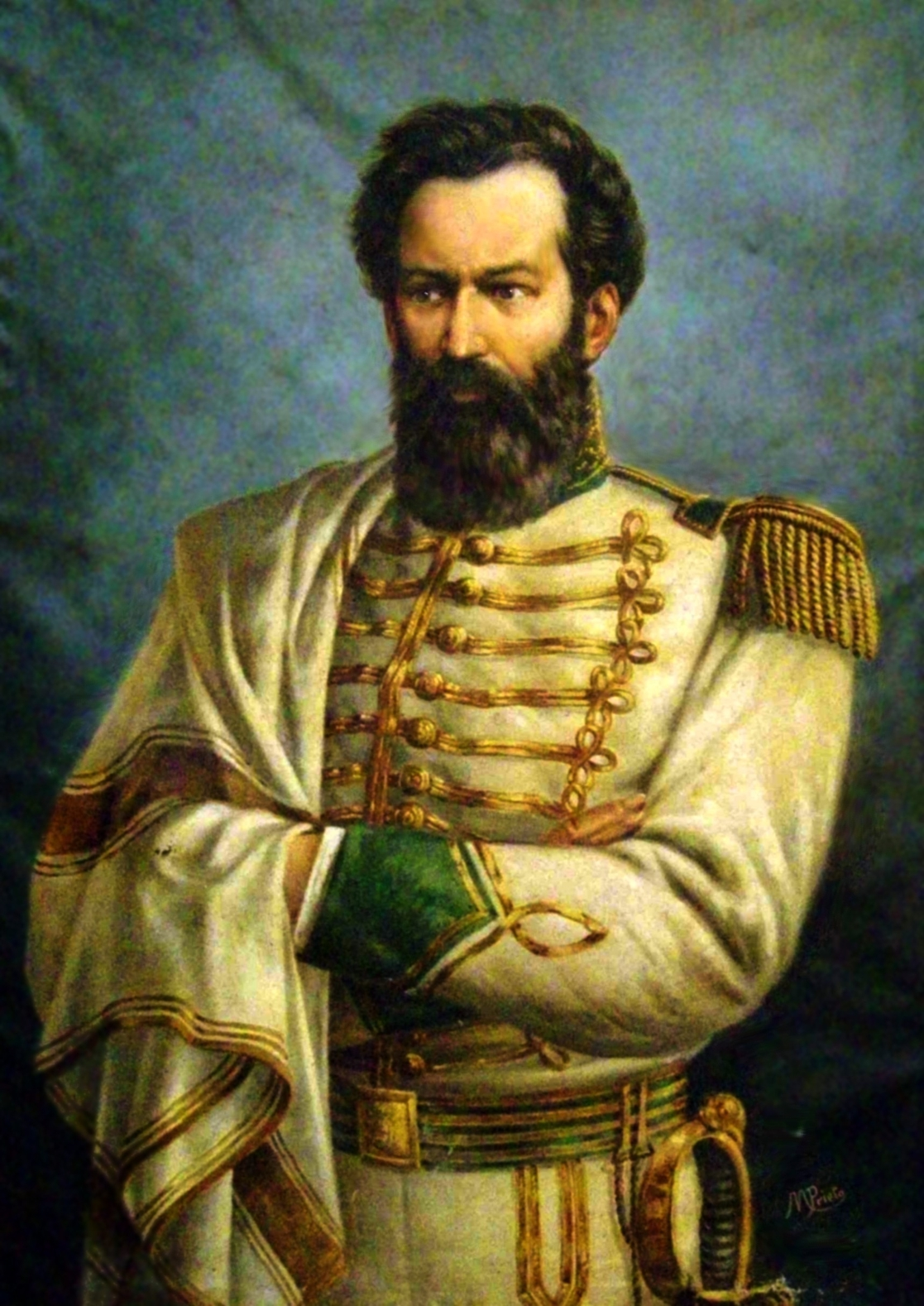
Martín Miguel de Güemes

Quan eren entre San Pedro i Río Seco, un delator els va atrapar per a donar-los avís que l'avançada expedicionària havia entrat a Córdoba i sortia un destacament en la seva persecució.
Quan l'expedició va rebre notícies segures i repetides que Liniers havia partit amb les seves forces rumb al nord, González Balcarce es va avançar el 1r d'agost amb tres-cents homes en la seva recerca, realitzant una marxa forçada que li va permetre recuperar els sis dies que els portaven d'avantatge.
El dia 5 d'agost va entrar a Córdoba el destacament de tres-cents homes a la recerca de Liniers i els altres caps, dos-cents vint soldats van romandre a la ciutat i els altres setanta-cinc van continuar immediatament la persecució. Els fugitius en assabentar-se en una posta la partida del destacament, van decidir dividir-se en grups, van abandonar van continuar a cavall juntament amb algunes mules de càrrega, deixant marxar al tornar a la ciutat als pocs homes que encara li eren fidels. Liniers amb el seu ajudant Lavín i el seu capellà el canonge Plans, es van dirigir a l'oest cap a les Serres de Córdoba; Orellana disfressat de clergue, el capellà Jiménez i un altre religiós van buscar refugi a la propietat d'un capellà rector, a qui van deixar mil pesos que portaven i es van dirigir cap a l'est; Gutiérrez de la Concha, Rodríguez i els altres, van continuar viatge pel camí de les postes. Liniers va enviar des d'allà al clergue García i al seu oficial ajudant Miguel Sánchez Moscoso, per comunicar al governador de Potosí el que estava passant, però tot i que van aconseguir arribar a Salta burlant a les partides, van ser capturats per les guàrdies de Diego Pueyrredón, sota el comandament de Martín Miguel de Güemes. Van ser posats a disposició del governador de Salta Isasmendi, qui els va deixar continuar el viatge perquè aquest no els va trobar papers comprometedors.
González Balcarce va arribar l'endemà al punt de dispersió, alertat per delators de les direccions seguides pels pròfugs; Va destacar partides a la seva recerca. Aquella mateixa nit del dia 5 d'agost González Balcarce va capturar dos homes que guardaven unes mules, els va interrogar i van confessar que eren de Liniers, qui es trobava en un ranxo a tres quarts de llegua d'allí. González Balcarce va destacar cap allà un piquet que comandava l'ajudant de camp José María Urien. Aquest va capturar a Liniers en l'estada de Piedritas (prop de Chañar) el dia 6 d'agost. El dia 7 va ser capturat Orellana per l'alferes Rojas, a vuit llegües d'on es va trobar a Liniers. Tots dos van ser maltractats pels soldats. Durant la travessia d'Ambargasta el tinent Albariño va capturar a Gutiérrez de la Concha, Allende, l'assessor Rodríguez i al primer oficial major Bru. Aquest últim transportava trenta mil pesos forts retirats de l'erari públic de Córdoba, que van desaparèixer després de ser confiscats.

## Acció sobre Córdoba
González Balcarce va tornar immediatament amb els presoners a Córdoba al mateix temps que el dia 8 d'agost arribava la resta de l'exèrcit. Davant la sortida de Liniers, el Cabildo de Córdoba havia canviat d'actitud, va enviar com a diputat davant el cap expedicionari al seu alcalde i va rebre a les tropes portenyes (és a dir, les de Buenos Aires), reconeixent a la Junta i abandonant el seu reconeixement al virrei Abascal, però, va ser reemplaçat per nous membres. Juan Martín de Pueyrredón va ser nomenat governador intendent de Córdoba del Tucumán el 3 d'agost per la Junta, assumint el càrrec el 16 d'agost. Els membres del cabildo van ser confinats durant 4 anys a Carmen de Patagones. El 17 d'agost Gregorio Funes va ser elegit diputat per Córdoba i es va incorporar posteriorment a la Junta Grande. Ortiz d'Ocampo va comunicar a la Junta aquesta elecció de la següent manera:
| « | Excel·lentíssim Senyor - Congregat aquest nombrós veïnat el dia d'ahir, per a l'elecció de Diputat que segons les ordres de vostra excel·lència havia de caminar a aquesta Capital, va recaure l'elecció pel consentiment general al Dean d'aquesta Santa Església Doctor Don Gregorio Funes; Havent estat rebuda aquesta elecció amb un goig i alegria inexplicables; I espero que abans de la meva partida emprengui la seva marxa per a aquesta Capital, segons m'ho ha ordenat vostra excel·lència. Déu vos guard a vostra excel·lència, Quarter General de Córdoba, 18 d'Agost del 1810. Excel·lentíssim Senyor. Francisco Antonio Ortiz d'Ocampo. Excel·lentíssim Senyor President i vocals de la Junta. | » |

## El conat de Mendoza
A Mendoza un viatger va comunicar el 6 de juny els esdeveniments de Buenos Aires, rebent el cabildo el dia 13 al comandant de milícies Manuel Corvalán amb la comunicació de la Junta demanant el seu reconeixement i l'enviament d'un diputat. L'endemà va arribar a la ciutat una comunicació de Gutiérrez de la Concha sol·licitant desconèixer a la Junta i l'enviament de tropes a Córdoba.
Les opinions es van dividir entre les dues alternatives, entre els que van voler reconèixer a la Junta estaven els que desitjaven la independència jurisdiccional respecte de Córdoba, mentre que les principals autoritats es van decidir per desconèixer a la Junta. Aquestes últimes eren: 
- Faustino Ansay, Subdelegat de Real Hisenda i Guerra, Comandant d'Armes i Fronteres i Comandant del 1r Regiment de Cavalleria de Mendoza;
- Domingo de Torres i Arrieta, tresorer;
- Joaquín Gómez de Liaño, comptador de la Reial Hisenda.

Es va resoldre convocar un cabildo obert al dia 19 de juny, però no es va realitzar. El dia 21 va arribar a Mendoza un nou enviat de la Primera Junta, que va provocar que es resolguès realitzar el cabildo obert el 23 de juny. La reunió de quaranta-sis veïns va concloure amb el reconeixement de la Junta i el nomenament de Bernardo Ortiz com a diputat (que va morir poc després i va ser reemplaçat per Manuel Ignacio Molina).
El Cabildo de Mendoza va decidir reemplaçar Ansay, nomenant comandant d'armes per Isidro Sáenz de la Maza, sol·licitant-li el lliurament d'armes i pertrets. Ansay va renunciar a aquest càrrec el 28 de juny, però aquella nit va dirigir un aixecament prenent la Caserna d'Armes amb uns trenta veïns fidels, i reunint més de dos-cents soldats. Finalment va deposar la seva actitud per la mediació del prevere Domingo García. El 1r de juliol es va signar un acord amb el cabildo acceptant-se que no s'enviarien tropes a Córdoba, reconeixent a la Junta i jurant fidelitat al rei Ferran VII. Pocs dies després Gutiérrez de la Concha va tornar a reclamar armes i tropes, però se li va contestar que no es podia en virtut de l'acord signat. Quan el 10 de juliol va arribar a Mendoza el coronel Juan Bautista Morón, amb la missió de reclutar tropes per sufocar l'aixecament de Córdoba, Ansay i el Cabildo es van posar sota les seves ordres.
El 20 de juliol Ansay, Torres Arrieta i Gómez de Liaño, van ser destituïts dels seus càrrecs, embargats els seus béns i enviats presoners a Buenos Aires i reemplaçats respectivament per Isidre Sáenz de la Maza, Clemente Benegas i Alejo Nazarre. El coronel José Moldes va ser nomenat el 26 de juliol per la Junta com a Tinent Governador de Mendoza.
Ansay pensava escapar-se al arribar a San Luís per dirigir-se a Córdoba, però en la posta d'Achiras el destacament que el transportava es va trobar amb Moldes, qui el va fer emmanillar la resta del viatge, circumstància que el va salvar de córrer la mateixa sort que Liniers d'haver aconseguit escapar. En arribar a la Guàrdia de Salto es va trobar amb el bisbe Orellana, qui li va referir els successos de Cap de Tigre. A mitjans de novembre del 1810 la Junta va deportar a Carmen de Patagones a Ansay i els seus companys per 10 anys. Mariano Moreno havia demanat la seva execució, però gràcies a la intervenció del ric comerciant Juan de Larramendi, vinculat amb Manuel de Sarratea, van ser condemnats al desterrament. Van viatjar per terra creuant territori indígena, arribant a la Patagones a la fi de febrer del 1811. El 21 d'abril del 1812 Ansay va encapçalar la Revolta de Carmen de Patagones.

## La resta de la intendència
A les ciutats i viles de la Intendència de Córdoba del Tucumán, les autoritats van dubtar sobre la posició a prendre, a causa que des de Córdoba els van arribar ordres terminants de reconèixer al Consell de Regència i rebutjar a la Junta, mentre que des de Buenos Aires els van anunciar la deposició del virrei.

### San Luís
Després que el comandant Corvalán comuniqués l'11 de juny al cabildo de San Luís la instal·lació de la Junta, el 13 de juny es va decidir reconèixer-la. Va arribar també una comunicació de Gutiérrez de la Concha:
| « | Es van confirmar les notícies privades (...) que s'ha deposat el Virrei i creat, abusivament, una junta per al superior govern del virregnat sense més autoritat que la força (...) tingui la major cura de sostenir l'ordre i en obeir la legítima autoritat (...) | » |

Després de rebutjar la comunicació de Córdoba, el 30 de juny va ser elegit diputat l'alcalde de primer vot vot Marcelino Poblet. Davant la petició de tropes feta per la Junta, San Luís va contribuir amb quatre-cents soldats que van marxar a Salta.

### San Juan
El 17 de juny va arribar a San Juan el comandant Corvalán amb la comunicació de la Primera Junta sol·licitant el seu reconeixement, i també el missatge des de Córdoba, en sentit contrari. El cabildo de San Juan no va prendre una decisió immediatament passant-ho a un segon pla fins al dia 20. Aquell dia es va resoldre enviar un comissionat a Mendoza per a indagar el seu estat i veure si conformava amb el seu sentir. El comissionat va partir el 22 de juny, tornant el dia 26 amb les notícies dels dubtes de Mendoza. Aquest dia va arribar a San Juan un enviat de Córdoba, per la qual cosa es va resoldre esperar l'arribada del correu ordinari del 30 de juny. El 4 de juliol va arribar una ordre de Gutiérrez de la Concha exigint jurar obediència al Consell de Regència, de manera que es va convocar a un cabildo obert per al 7 de juliol. Aquest dia es va decidir reconèixer a la Junta, encara que mantenint el reconeixement de les autoritats de Córdoba i es va fixar el 9 de juliol com a data d'elecció del diputat. Es va triar amb un total de setanta-set vots a José Ignacio Fernández de Maradona.
El dia 8 va arribar una petició de Córdoba perquè hi enviassin tropes. El 28 de juliol el cabildo de San Juan va enviar a dos delegats a comunicar l'esdevingut a les viles de San José de Jáchal i San Agustín de Valle Fèrtil: Francisco Pensado i Juan Crisóstomo Quiroga, respectivament, subsumint la designació a la decisió d'aquestes viles, les quals van triar també a Fernández de Maradona el 6 i el 10 d'agost respectivament.
El 18 de setembre van ser remesos cent onze milicians de San Juan per a l'expedició auxiliar, que van marxar sota el comandament del segon comandant d'armes, el tinent coronel Mateo Cano i del subtinent Pascual Bailón. Posteriorment la Junta va sol·licitar cent soldats més, de manera que el cabildo va disposar una contribució forçosa:
| « | (...) sense consideració de persones ni fortunes (...) els pobres, funcionaris civils i militars, membres del clergat, inclosos els religiosos professos que en funció de la seva vida de claustre i vot de pobresa no posseïen recursos econòmics. | » |

El 6 de novembre la Junta va disposar que aquests 100 homes es dirigissin a Buenos Aires.

### La Rioja
El cabildo de La Rioja, tement una reacció des de Córdoba va evitar pronunciar-se a favor de la Junta fins a l'1 de setembre quan va ser deposat el subdelegat de Real Hisenda i Guerra, comandant d'armes i de milícies Vicente de Bustos i es va triar diputat a Francisco Antonio Ortiz de Ocampo. El cabildo va demanar ordres a Buenos Aires manifestant que ho feia per haver pogut lliurar-se:
| « | dels justos recels que abans d'ara van motivar el seu silenci (...) que estant d'altra banda certa del savi sistema que vostra Excel·lència ha jurat conservar il·lesos els drets del nostre ben estimat rei don Ferran VII i els seus legítims successors (...) | » |

Ortiz d'Ocampo, cap del Exèrcit del Nord, va comunicar a Buenos Aires el seu nomenament com a diputat:
| « | Excel·lentíssim Senyor: Havent-se dignat nomenar-me com al seu diputat per aquesta capital la ciutat de la Rioja, acompanyant-me a aquest efecte els seus poders, i per segon en defecte meu al Batxiller do Maurici Albaro, he cregut de la meva primera obligació deure posar-lo en l'alta consideració de vostè pel seu coneixement; Havent al mateix temps d'assegurar-li que m'és tan satisfactori i afortunat semblant nomenament que em trobo resignat a que de cap manera recaigui en el qual ocupa segon lloc; I sobre el coneixement espero es digni vostra excel·lència a impartir-me les ordres que estimi convenient. Déu vos guard. Caserna General de Córdoba, 5 de Setembre de 1810. Excel·lentíssim Senyor Francisco Antonio Ortiz de Ocampo. | » |

La Junta li va respondre que seguís en el seu lloc:
| « | Ha rebut aquesta Junta l'ofici de vostra senyoria de 5 del present en què comunicant el nomenament que ha fet en la seva persona la ciutat de la Rioja per al seu diputat en aquesta Capital, manifesta vostre senyor el desig d'exercir aquesta ocupació amb preferència al seu elegit per segon si no, havent determinat la Junta que vaig continuar vostre senyor en l'expedició que es troba encarregada reservant l'ús del sobre dit nomenament per cas oportú. El manifest vostra excel·lència d'acord de la mateixa per a la seva intel·ligència i govern. Déu vos guard, Buenos Aires, 20 Setembre del 1810 | » |

### Río Cuarto
El cabildo de la vila de Río Cuarto va respondre el 12 de juny a Gutiérrez de la Concha:
| « | (...) que sempre a demostrat aquesta Vila disposant: A la proposta i ordre de vostè estem rampells a donar tot el rendiment i només observar i complir aquelles ordres que vostè ens imparteixi demostrant en aquesta ocasió (com tan urgent) la fidelitat de lleials vassalls expressant es digni comunicar-nos aquelles superiors ordres que siguin de l'acceptació (...) | » |

Però el 10 d'agost, després de ser sufocada la reacció de Liniers, va reconèixer a la Junta expressant:
| « | Que mai podrien sense fer-se reus de la més severa critica oposar-se ala instal·lació d'aquesta Junta provisional. | » |

### Enviament de milicians
La Junta va disposar l'enviament de milicians des de les ciutats de San Juan, Catamarca i San Luís:
| « | Sense perdre moment disposarà vostè s'allistin cent homes d'aquestes milícies, i es dirigiran a la major brevetat a assolir la expedició en el camí per Salta, recorrent per a la seva competent habilitació dels fons de Reial Hisenda, i si aquests no arriben es prendran per via de préstecs de particulars les quantitats necessàries. La Junta li encarrega a vostè molt estretament verifiqui el compliment d'aquesta disposició amb el major zel i eficàcia per tot el que interessa al servei del Rei i á la causa pública, i espera animarà al patriotisme d'aquests honrats veïns perquè contribueixin a l'assoliment d'aquesta important idea, que recomana la Junta de la manera més expressiva. Déu vos guard - 1 de Setembre del 1810. Sr. Comandant d'Armes de la ciutat de San Juan. Sr. Comandant d'Armes de Catamarca. Sr. Comandant d'Armes de San Luís. | » |

## Afusellament de Liniers i els seus companys
El 8 de juliol Mariano Moreno va ordenar que als que s'oposessin a la revolució foren remesos a Buenos Aires a mesura que anessin sent capturats, però el 28 de juliol la Junta va decidir l'afusellament dels capitostos; Només Manuel Alberti, per ser sacerdot, es va abstenir de signar l'ordre.
| « | Els sagrats drets del Rei i de la pàtria, han armat el braç de la justícia i aquesta Junta, ha fulminat sentència contra els conspiradors de Córdoba acusats per la notorietat dels seus delictes i condemnats pel vot general de tots els bons. La Junta mana que siguin arcabussejats Dn. Santiago Liniers, Don Juan Gutiérrez de la Concha, el Bisbe de Córdoba, Dn. Victorino Rodríguez, el Coronel Allende i l'Oficial Reial Dn. Joaquín Moreno. Al moment que tots o cadascun d'ells siguin enxampats, siguin quines siguin les circumstàncies, s'executarà aquesta resolució, sense donar lloc a minuts que proporcionin precs i relacions capaces de comprometre el compliment d'aquesta ordre i l'honor de vostè. Aquest escarment ha de ser la base de l'estabilitat del nou sistema i una lliçó per als caps del Perú, que s'avancen a mil excessos per l'esperança de la impunitat i és al mateix temps la prova de la utilitat i energia amb què omple aquesta expedició els importants objectes a que es destina. Déu vos guard Buenos Aires, 28 de Juliol del 1810. A Cornelio Saavedra - Dr. Juan José Castelli - Manuel Belgrano - Manuel de Azcuénaga - Domingo Matheu - Juan Larrea - Juan José Passo, secretari - Mariano Moreno, secretari. | » |

L'ordre va arribar a Córdoba entre el 4 i el 5 d'agost. Ortiz d'Ocampo va manar immediatament a executar-la; Però, a causa que va transcendir la mesura, una comissió formada pel degà Funes, el Cabildo, el clergat, dames i altres persones, va pregar a Ortiz d'Ocampo perquè suspengués la mesura fins que Funes i el seu germà escrivissin a la Junta per aconseguir retrotreure i canviar-la per una pena menys cruel. Funes va parlar en nom de tots, advertint que la revolució:
| « | (...) vindria a pendre des d'aquell moment el caràcter d'atroç i encara sacrílega, En el concepte d'uns pobles acostumats a postrar-se davant els seus bisbes. | » |

Tres hores després d'ordenar executar la sentència, Ortiz d'Ocampo va accedir i va despatxar un missatger a González Balcarce per suspendre l'execució. Pesava també el fet d'haver estat tots dos companys d'armes de Liniers durant les Invasions Angleses.
Ortiz d'Ocampo va decidir enviar als presoners a Buenos Aires, escrivint a la Junta el 10 d'agost:
| « | Com un dels més ferms suports de l'actual Govern i de l'Expedició auxiliadora, en l'adhesió i amor d'aquests pobles, és absolutament indispensable no xocar descobertament l'opinió pública. Les preocupacions que encara prevalen en ells en les matèries de religió principalment, s'han produït a la nostra vista el més declarat sentiment amb només la presumpció que el Bisbe seria una de les víctimes de les nostres forces. Els altres delinqüents captrats en aquesta ciutat amb els vincles més estrets, serien plorats per aquells mateixos que acaben de fer els majors esforços per auxilia'ls, i entren amb nosaltres a la part en la glòria del seu aprehensió. La major part d'aquest poble es cobriria de dol, i d'aquesta manera revenint-nos en totes les ciutats la consternació i la por, no trobaria entrada en els cors d'aquests habitants l'alegria i l'alegria que hem d'esperar. Els dominaria la força i no l'amor, que és per tant títol la base més segura per consolidar el nou sistema de govern i l'inevitable escull en que ha de estavellar-se l'esperança de l'Exma. Junta. (...) Mai s'hagués separat aquesta Junta un sol instant de les mesures i ordres de vostra excel·lència si pel convenciment íntim dels mals que portava aparellats seva execució, no s'hagués vist en la indispensable justa precisió de temperar a les circumstàncies, que inevitablement li han conduït, al seu pesar, a suspendre en aquesta part el just exercici de la justícia, que el braç de vostè hi havia gairebé descarregat contra els més criminosos conspiradors de la tranquil·litat i assossec d'Amèrica. (...) | » |

Entre l'11 i el 12 d'agost, González Balcarce va rebre al Totoral l'ordre d'Ortiz de Ocampo de remetre als presoners amb una escorta a Buenos Aires sense passar per Córdoba. Aquesta escorta de cinquanta homes va quedar al comandament del capità José María Urien, però el 19 d'agost el va reemplaçar el capità Manuel Garayo, a causa del extrem rigor amb què Urien tractava els presoners.
Els membres de la Junta es van alarmar, ja que el resultat del canvi d'ordres era enviar a Liniers a la ciutat que el tenia per un heroi, i podia suposar un gran perill per a la revolució. Castelli va escriure a Chiclana el 17 d'agost:
| « | Després de tantes ofertes d'energia i fermesa van enxampar els nostres homes als malvats, però van respectar els seus galons i cargant-se les estretíssimes ordres de la Junta, ens els remeten presos a aquesta ciutat. No pot vostè figurar-el compromís en què ens han posat i si la fortuna no ens ajuda, veig dubtant la nostra fortuna per aquest sol fet. Amb quina confiança encarregarem obres grans a homes que s'espanten de la seva execució? Quina seguretat tindrà la junta en uns homes que criden a examen les seves ordres, i suspenen la qual no els acomodi? Preferiria una derrota a la desobediència d'aquests caps (...) | » |

El 18 d'agost la Junta va advertir a la Comissió de l'expedició, reiterant la sentència i expressant que l'execució immediata dels reus era l'únic mitjà d'esvair la desobediència a l'ordre:
| « | Ha estat molt sensible a aquesta Junta la resolució que va prendre vostra excel·lència en ordre als reus de Córdoba, i que comunica en ofici del dia 10 del corrent. Els compromisos que ha produït a aquest govern, haurien fet balancejar la seva fermesa, sinó s'haguessin expedit feliçment providències capaces d'aplanar el contrast en què s'ha vist, però no serà igualment fàcil reparar el descrèdit que ha resultat, en veure que els caps d'aquesta expedició han desobeït les ordres d'aquesta Junta, donant entrada a consideracions que s'havien manat anteriorment no fossin escoltades. L'obediència és la primera virtut d'un General i la millor lliçó que ha de donar al seu exèrcit, de la qual ha de exigir-li en l'acte un combat. (...) La Junta espera que l'amargor ocasionada per aquest procediment serà satisfeta amb una puntual execució de quan ella ordeni en endavant; I que les ordres no patiran l'examen i desaire, que en aquesta ocasió han patit. | » |

Castelli va ser nomenat al capdavant de l'Exèrcit del Nord, portant a Nicolás Rodríguez Peña com el seu secretari i a Domingo French al comandament del destacament de cinquanta soldats amb què van sortir rebentant cavalls a la trobada dels presoners, amb ordre terminant d'afusellar-los. Moreno va fer escollir soldats estrangers, alguns d'ells anglesos que havien quedat de les invasions, ja que temia que els Patricis, Arribenys i altres es neguessin a realitzar l'execució. Moreno li va ordenar a Castelli:
| « | Vagi vostè i espero que no incursioni en la mateixa debilitat que el nostre general; Si encara no es compleix la determinació presa, anirà el vocal Larrea, a qui penso no faltarà resolució, i finalment aniré jo mateix si és necessari (...) | » |

El 26 d'agost, French va atrapar a Garayo i als presoners a la Esquina de Lobatón, on havien passat la nit, i va prendre el comandament de l'escorta, continuant el viatge fins a dues llegües de la posta de Cabeza de Tigre, al sud de Córdoba (prop de l'actual Los Surgentes), on els esperava el coronel Juan Ramón Balcarce, qui va fer aturar allí als criats amb els equipatges i va continuar cap al Monte de los Papagayos, situat a les rodalies. Allí es trobava Castelli amb Rodríguez Peña i una companyia d'hússars. Castelli els va llegir la sentència de mort, que es faria efectiva quatre hores després: com a resultat de la mateixa, van ser afusellats Liniers, Gutiérrez de la Concha, el tinent governador Victorio Rodríguez, Santiago Alejo de Allende i Joaquín Moreno, perdonant al bisbe Orellana, qui va ser enviat pres a Luján. A French li va tocar donar el tret de gràcia al militar francès. Castelli va ordenar enterrar els cadàvers en una rasa al costat de l'església de Cruz Alta. No obstant això, quan l'endemà es van retirar els enviats de la Junta, el tinent capellà de la capella els va exhumar i va enterrar separadament, individualizant-los amb una creu en la qual es va escriure L.R.C.M.A., inicials dels sepultats segons l'ordre en què es trobaven.
Castelli va tornar immediatament a Buenos Aires i es va reunir amb Moreno el 6 de setembre, rebent les instruccions secretes per comandar el projecte revolucionari a l'Alt Perú. El 9 de setembre, Moreno va emetre una proclama de la Junta respecte dels afusellaments:
| « | 'Tots ells o per les lleis del naixement o per l'antic gaudi de llocs de treball distingits, o per una llarga sèrie de grans beneficis havien de preferir la pèrdua de la seva pròpia existència a l'horrible projecte de ser agents de les calamitats i ruïnes d'aquests pobles. Ells van trencar els vincles més sagrats que es coneixen entre els homes, i es van presentar a la vostra vista uns enemics tant més dignes del vostre odi, quan havien participat de la vostra veneració i confiança. Un etern oprobi cobrirà les cendres de D. Santiago de Liniers i la posteritat més remota abocarà execracions contra aquest home ingrat (...)' | » |

El 22 de setembre Castelli va partir des de Buenos Aires, arribant a Córdoba el 30 del mateix mes i a Santiago de l'Estero el 9 d'octubre.

## Substitució de la prefectura política de l'Exèrcit del Nord
El 17 d'agost la Junta va ordenar la marxa immediata de l'expedició des de Córdoba. Per ordre de la Junta, González Balcarce va reemplaçar efectivament a Ortiz de Ocampo al capdavant de les tropes, encara que aquest va continuar com a cap nominal, amb Juan José Viamonte com a segon cap i en substitució de Vieytes, Castelli va ocupar el càrrec de delegat i Bernardo de Monteagudo el d'auditor. French i Nicolás Rodríguez Penya integraven també el nou comitè polític. Després l'exèrcit va continuar la marxa en direcció a Santiago del Estero on Ortiz d'Ocampo es va quedar reunint tropes mentre González Balcarce va continuar el seu avanç cap a Salta.
Castelli va ser nomenat representant de la Junta davant l'exèrcit, els governs i pobles de l'interior, revestit de totes les facultats i distincions que gaudia la mateixa Junta, de forma que s'esperava així evitar noves desobediències.
El dia 1 de setembre la Junta va ordenar el retorn a Buenos Aires al comandant de l'artilleria, capità Diego Solano, i la seva substitució pel capità Juan Ramón de Urien. L'exèrcit va començar a sortir de Córdoba rumb a Santiago del Estero, continuant en els dies següents en grups de cent homes, fins que el dia 11 va sortir l'últim grup amb el comandant Ortiz de Ocampo
El 24 d'octubre del 1810 va ser creat el Batalló de Patricis de Córdoba, que va quedar-se de guarnició a la ciutat al comandament del coronel Mariano Usandivaras. Com sergent major va ser nomenat Juan Gregorio de les Heras.